# Кейрамани, Фраж
Фраж Кейрамани (род. 22 января 1999, Сус) — тунисский футболист, полузащитник клуба «Лиепая».

## Карьера

### «Этуаль дю Сахель»
Воспитанник футбольной академии тунисского клуба «Этуаль дю Сахель». Был одним из основных игроков молодёжной команды клуба. Дебютный матч за основную команду клуба сыграл 15 июня 2019 года против клуба «Клуб Африкен», выйдя на замену на 87 минуте. По итогу сезона вместе с клубом стал серебряным призёром чемпионата и Кубка Туниса, однако в финале участие не принимал.

#### Аренда в «Хаммам-Лиф»
В январе 2020 года футболист на правах арендного соглашения присоединился к клубу «Хаммам-Лиф». Дебютировал за клуб 8 февраля 2020 года в матче против клуба «Бизертен», выйдя на замену на 11 минуте и также отличился дебютной результативной передачей. Дебютный гол за клуб забил 8 августа 2020 года в матче против клуба «Солима». На протяжении всего сезона футболист был одним из ключевых игроков клуба. Закончил чемпионат на итоговом предпоследнем месте. По окончании срока арендного соглашения покинул клуб.

#### Возвращение в «Этуаль дю Сахель»
Осенью 2020 года футболист стал готовиться к новому сезону с основной командой клуба «Этуаль дю Сахель». Первый матч в сезоне за клуб сыграл 12 декабря 2020 года против клуба «Метлауи». В декабре 2020 года футболист также вместе с клубом отправился на матчи Кубка Конфедерации КАФ. Первый матч на турнире сыграл 22 декабря 2020 года против египетского клуба «Эраб Контракторс». Дебютными результативными действиями за клуб отличился 24 января 2021 года в матче против клуба «Режиче», отдав голевую передачу. На протяжении сезона футболист был одним из основных игроков клуба, вместе с которым стал серебряным призёром чемпионата, отличившись 5 результативными передачами.
Новый сезон за клуб начал с матча 7 ноября 2021 года против клуба «Шебба», выйдя на замену в начале второго тайма. В феврале 2022 года футболист вместе с клубом отправился на матчи Лиги чемпионов КАФ. Первый матч на турнире сыграл 11 февраля 2022 года против алжирского клуба «Белуиздад». Позже футболист выбыл из распоряжения клуба, почти не появляясь даже на скамейке запасных.

#### Аренда «Валмиеру»
В феврале 2023 года футболист перешёл в латвийский клуб «Валмиера». Дебютировал за клуб 11 марта 2023 года в матче против клуба РФС, выйдя на поле в стартовом составе. Первым результативным действием за клуб отличился 31 мая 2023 года в матче против клуба «Метта», отдав голевую передачу. В июле 2023 года футболист вместе с клубом отправился на квалификационные матчи Лиги чемпионов УЕФА. По итогу матчей латвийский клуб уступил словенской «Олимпии» и вылетел в квалификации Лиги конференций УЕФА, а сам футболист оставался на скамейке запасных. Первый матч в еврокубковом турнире сыграл 25 июля 2023 года против сан-маринского клуба «Тре Пенне». В ответном матче 1 августа 2023 года футболист забил свой дебютный гол в ворота «Тре Пенне» и вместе с клубе вышел в следующий этап квалификаций. В третьем квалификационном раунде футболист вместе с клубом по сумме матчей уступил албанскому «Партизани» и выбыл из квалификаций еврокубкового турнира. Дебютным забитым голом отличился 22 октября 2023 года в матче против клуба «Супер Нова». На протяжении всего сезона футболист был одним из ключевых игроков клуба, вместе с которым закончил чемпионат на итоговом четвёртом месте. Всего за сезон футболист отличился 2 забитыми голами и 7 результативными передачами во всех турнирах. По окончании сезона футболист покинул клуб.

### «Лиепая»
В январе 2024 года футболист перешёл в латвийскую «Лиепаю». Дебютировал за клуб футболист 9 марта 2024 года в матче против клуба «Тукумс 2000», выйдя на замену в начале второго тайма.